# Masaru Yamashita
Masaru Yamashita (山下優?, Yamashita Masaru; Ishikawa, 26 ottobre 1967) è un attore giapponese.

## Biografia
Nato a Ishikawa, si è diplomato al Tokyo Metropolitan Kamishiro High School. Ha lavorato per la Kurata Promotion prima di intraprendere la carriera come attore.

## Filmografia

### Cinema
- Final Fight (ファイナル・ファイト 最後の一撃), regia di Shûji Gotô (1989)
- Kamen Rider ZO (仮面ライダーZO), regia di Keita Amemiya (1993)

### Televisione
- Winspector (特警ウインスペクタ) – serie TV, 49 episodi (1990–1991)
- Super Rescue Solbrain (特救指令ソルブレイン) – serie TV, 14 episodi (1991)
- Haitatsusaretai watashitachi (配達されたい 私達) – miniserie TV, 5 episodi (2013)

## Doppiatori italiani
Nelle versioni in italiano delle opere in cui ha recitato, Masaru Yamashita è stato doppiato da:
- Flavio Arras in Winspector